# Drapeau de Houston
Le drapeau de Houston dans le Texas est composé d'une étoile blanche à cinq pointes sur un fond bleu avec dans l'étoile le sceau de la ville de Houston. Le drapeau est adopté en 1915. Le sceau est imaginé en 1840 et se compose d'une locomotive 4-4-0 et d'une charrue. 
Il est peu utilisé, que ce soit par les personnes privées ou par les organismes publics, ce qui s'expliquerait par son apparence. Selon l'Association nord-américaine de vexillologie, il viole les principes de base de la conception des drapeaux. Ils recommandent de ne pas faire figurer de sceaux ou d'écritures et de rendre le drapeau facilement reconnaissable. 

## Histoire
En 1915, le maire de la ville, Ben Campbell, estime que la ville a besoin d'un drapeau. Il lance un concours à destination de la population, pour recueillir des propositions de design. l'une d'entre elles propose de représenter Houston sous la forme d'un météore « dont la tête [se fraie] un chemin dans un ciel aux proportions égales de rouge et de bleu ». La proposition gagnante est formulée par un major d'origine britannique et comprend à l'origine le sceau de la ville, qui sera remplacée dans la version finale par ses armoiries.
En mai 1915, l'entreprise Levy Brothers Department Store est chargée de la confection du drapeau prototype, en coton. La version finale, à taille réelle et en soie, est réalisée à New York peu après. Elle est officiellement dévoilée le Jour de l'Indépendance.
En septembre 2015, le prototype original du drapeau, datant de 1915, est retrouvé par hasard dans un garage de la ville. Il est envoyé à La Nouvelle-Orléans pour y être restauré. 